# Hamadruas
Hamadruas is een geslacht van spinnen uit de familie lynxspinnen.

## Soorten
Er worden tegenwoordig negen soorten erkend:
- Hamadruas austera (Thorell, 1894)
- Hamadruas heterosticta (Pocock, 1897)
- Hamadruas hieroglyphica (Thorell, 1887)
- Hamadruas insulana (Thorell, 1891)
- Hamadruas pupulus (Thorell, 1890)
- Hamadruas severa (Thorell, 1895)
- Hamadruas signifera (Doleschall, 1859)
- Hamadruas sikkimensis (Tikader, 1970)
- Hamadruas superba (Thorell, 1887)